# 부꽁뚜언
부꽁뚜언(베트남어: Vũ Công Tuấn / 武公俊 무공준, ? ~ 1689년)은 대월 후 레 왕조의 장수, 정치인, 버우 주의 제6대 군주(재위: 1669년 ~ 1689년)이다. 관군공(베트남어: Khoan Quận Công / 寬郡公)을 칭했으나 이후 반란을 일으켜 소교강왕(小交岡王)을 자칭하였다. 후 레 왕조는 그를 역관(逆寬)으로 지칭하였고, 부꽁뚜언은 최후에 패배하고 사로잡혀 살해되었다.

## 생애
부꽁뚜언의 일족은 대대로 후 레 왕조의 뚜옌꽝진(宣光鎭)의 수장(守將)을 맡아왔다. 부친인 부꽁득이 까인찌 7년(1669년) 농력(農曆) 9월에 살해되자 후 레 왕조는 부씨 일족이 '큰 훈공이 있으니 의로 보아 끊을 수 없다'고 하여 부꽁뚜언을 세워 그로 하여금 뒤를 잇게 하였고, 도독첨사(都督僉事)로 임명하였으며 관군공(寬郡公)의 작위를 내려 계속 뚜옌꽝을 진수하도록 했다. 아울러 '민록(民祿)을 반급(頒給)하여 그로 하여금 승사(承祀)하게 함'으로써 해당 지역의 통치자가 되었다.
부꽁뚜언은 뒤를 잇고 오래지 않아 병사를 일으켜 후 레 왕조에 반기를 들었다. 즈엉득 원년(1672년 농력 6월, 레 가종과 찐깐이 함께 광남(廣南), 순화(順化) 일대의 응우옌 주를 정벌하러 떠났는데, 당시 부꽁뚜언은 수도 탕롱에 있었고, 그 틈을 타 몰래 도망쳐 뚜옌꽝진으로 돌아갔고, 부근 주(州)의 백성들을 공격해 약탈하였다. 《흠정월사통감강목(欽定越史通鑑綱目)》은 그의 영향력과 강함을 '한편의 소동(騷動)이 되었다[一方為之騷動]'는 말로 묘사하였다. 《대월사기전서·본기속편(本紀續編)·여기(黎紀)·가종미황제(嘉宗美皇帝)》의 기록에 따르면 부꽁뚜언은 조정의 장수 찐악(鄭楃)의 공격을 받고 패배하였고, 그의 당우(黨羽)들이 많이 체포되었다고 하였는데 《흠정월사통감강목》은 그 설명에 오류가 있다고 하였다.
이후 부꽁뚜언의 활동은 확대되어 청나라 운남(雲南)의 토관(土官) 농씨(儂氏)에게 의탁하였고, 스스로 소교강왕(小交岡王)을 칭하였으며 막 왕조의 잔당인 막낀쭈(莫敬晭), 막낀토(莫敬璹) 등과 결탁하였다. 또한 해당 지역의 토착 사병들을 결집해 1685년과 1686년에 차례로 베트남 북쪽 변경의 뚜옌흥(宣興) 일대를 약탈하니 한때 소란스러워졌다. 조정은 관병을 보내 토벌하였지만 여전히 섬멸할 수 없었다.
찐호아 10년(1689년) 농력 6월, 조정에서 파견한 장수가 포견(布絹)과 토은(土銀) 등의 재물을 운남 몽자(蒙自)의 토사(土司) 이세병(李世屛)에게 보내 한 번 소통을 거친 뒤 운남총독(雲南總督)이 운남성 내의 개화(開化), 광남(廣南), 임안(臨安) 세 지역을 샅샅이 조사하고 120여 명을 잡아서 후 레 왕조에 보냈다. 부꽁뚜언은 이에 체포되어 주살당했고, 그의 당우들 역시 흩어지니 이로써 버우 주가 무너졌다.
찐호아 20년(1699년), 뚜옌꽝, 바오락(保樂) 지역은 여전히 청나라의 작은 진(鎭)인 안주(安州)의 잠지봉(岑池鳳) 부대가 침입하여 소요를 일으켰다. 그해 농력 4월, 후 레 왕조 조정은 관원을 보내 유세 및 조정(調停)하였고, 최종적으로 해당 지역은 옛과 같이 편안하게 되었다.

## 참고 문헌
- 吳士連等. 《《大越史記全書》》 (중국어). 陳荊和編校. 東京大學東洋文化硏究所附屬東洋學文獻センター（昭和59－61年）（1984－1986）.
- “Hội Bảo tồn Di sản chữ Nôm─潘清簡等《欽定越史通鑑綱目》正編卷之三十三至三十六”.[깨진 링크]

| 전 임 부꽁득 | 제6대 대월 후 레 왕조 버우 주의 군주 1669년 ~ 1689년 | 후 임 (버우 주 멸망) |